# HMS Prince of Wales (R09)
HMS Prince of Wales (R09) är det andra av brittiska Royal Navys två nya hangarfartyg av Queen Elizabeth-klass. Skeppet sjösattes den 21 december 2017. Fartyget togs i tjänst 2019.